# Supersypnoides lucida
Supersypnoides lucida är en fjärilsart som beskrevs av Warren. Supersypnoides lucida ingår i släktet Supersypnoides och familjen nattflyn. Inga underarter finns listade i Catalogue of Life.